# Distretto di Malappuram
Il distretto di Malappuram è uno dei distretti centrali dello stato federale indiano del Kerala; il suo capoluogo è la città di Malappuram.
Il distretto confina a nord con quelli di Wayanad e di Kozhikode, a sud-est col distretto di Palakkad e a sud-ovest con quello di Distretto di Thrissur. A nord-est, le montagne segnano il confine col lo stato del Tamil Nadu, mentre ad ovest è bagnato dal Mare Arabico. È suddiviso in 6 Talukas (sottodistretti) e 135 villaggi.

## Geografia fisica
Il distretto occupa un settore della lunga pianura di fronte alla costa del Malabar; i fiumi Beypore (chiamato Chaliyar a monte) e Pulantod fungono da confini naturali rispettivamente a nord e a sud. Ad est, il confine col Tamil Nadu è segnato dalle Nilggiri Hills, alte montagne le cui cime superano i 2000 metri di quota, che fanno parte della catena montuosa dei Ghati Occidentali. Gran parte del territorio è occupato dalla pianura, coltivata in prevalenza a riso e a palme da cocco. La costa è bassa e in prevalenza sabbiosa, con ampi estuari in corrispondenza delle foci dei fiumi; la città principale, Malappuram, sorge sull'entroterra, a 10 km dall'importante arteria stradale NH-17, che collega Mumbai a Kochi. Il clima è tropicale monsonico, dunque beneficia delle abbondanti precipitazioni che il monsone apporta nei mesi tra giugno ed ottobre.

## Storia
Prima che l'India ottenesse l'indipendenza, Malappuram faceva parte del grande distretto del Malabar, sotto la giurisdizione della presidenza di Madras dell'India Britannica. Dopo l'indipendenza, avvenuta nel 1947, il distretto rimase ancora sotto il controllo di Madras, finché, nel 1956, fu accorpato allo stato di Travancore-Cichin (Thiru-Cochin), per formare l'attuale stato del Kerala; a breve, il grande distretto venne smembrato in parti minori, allo scopo di semplificarne l'amministrazione. Attualmente, il distretto di Malappuram è diviso in sei talukas (sottodistretti): Ernad, Tirurangadi, Nilambur, Perinthalmanna, Tirur e Ponnani, due dei quali, Nilambur e Tirurangadi, sono di recente istituzione.

## Demografia, arte e cultura
Secondo il censimento del 2001, il distretto conta una popolazione di 3.629.640 abitanti, con un rapporto donne/uomini di 1063/1000, più alto anche rispetto alla media dello stato del Kerala, che è di 1058/1000. Il tasso di alfabetizzazione si attesta sull'88,61%, grazie anche alla grande campagna di alfabetizzazione dei centri rurali istituita dal Governo del Kerala. La lingua più diffusa è il Malayalam.
L'Islam è la religione più diffusa, a breve distanza dalla quale si trova l'Induismo; sono presenti pure alcune comunità Cristiane; i musulmani del distretto sono conosciuti come Mappilas, e la gran parte di loro è sunnita.
Il settore agricolo è la principale fonte di reddito delle famiglie della zona, mentre recentemente è stata avviata l'industrializzazione, in particolare nel campo tessile.
Il distretto è conosciuto in Kerala anche per via di molti letterati provenienti da qui: in particolare, Thunjath Ezhuthachan, vissuto quattro secoli fa, è noto come il padre della moderna letteratura Malayalam.

## Infrastrutture e trasporti
L'aeroporto di Kozhikode, a 26 km dal capoluogo, è una moderna infrastruttura che mira, oltre che ai voli nazionali, all'obiettivo di raggiungere i mercati internazionali.

La ferrovia che collega Mumbai con Kochi attraversa la fascia litoranea del distretto, mentre dalle strade principali (in particolare la NH-17), partono diverse deviazioni asfaltate per un totale di oltre 1500 km, che collegano i villaggi in modo efficiente.
Il trasporto pubblico su autobus è gestito dalla Kerala State Road Transport Corporation (KSRTC) e fornisce un servizio capillare di collegamento tra tutti i centri abitati.
Nel 2002 nel distretto sono stati immatricolati 18.806 veicoli privati; in totale, circolano nell'area 155.149 tra piccoli e grandi veicoli stradali.